# Vallière (rivière)
Pour les articles homonymes, voir Vallière (homonymie).
La  Vallière est une  rivière du Jura qui arrose les régions Bourgogne-Franche-Comté. C'est un affluent du Solnan en rive droite, donc un sous-affluent du Rhône par le Solnan, la Seille et la Saône.

## Géographie

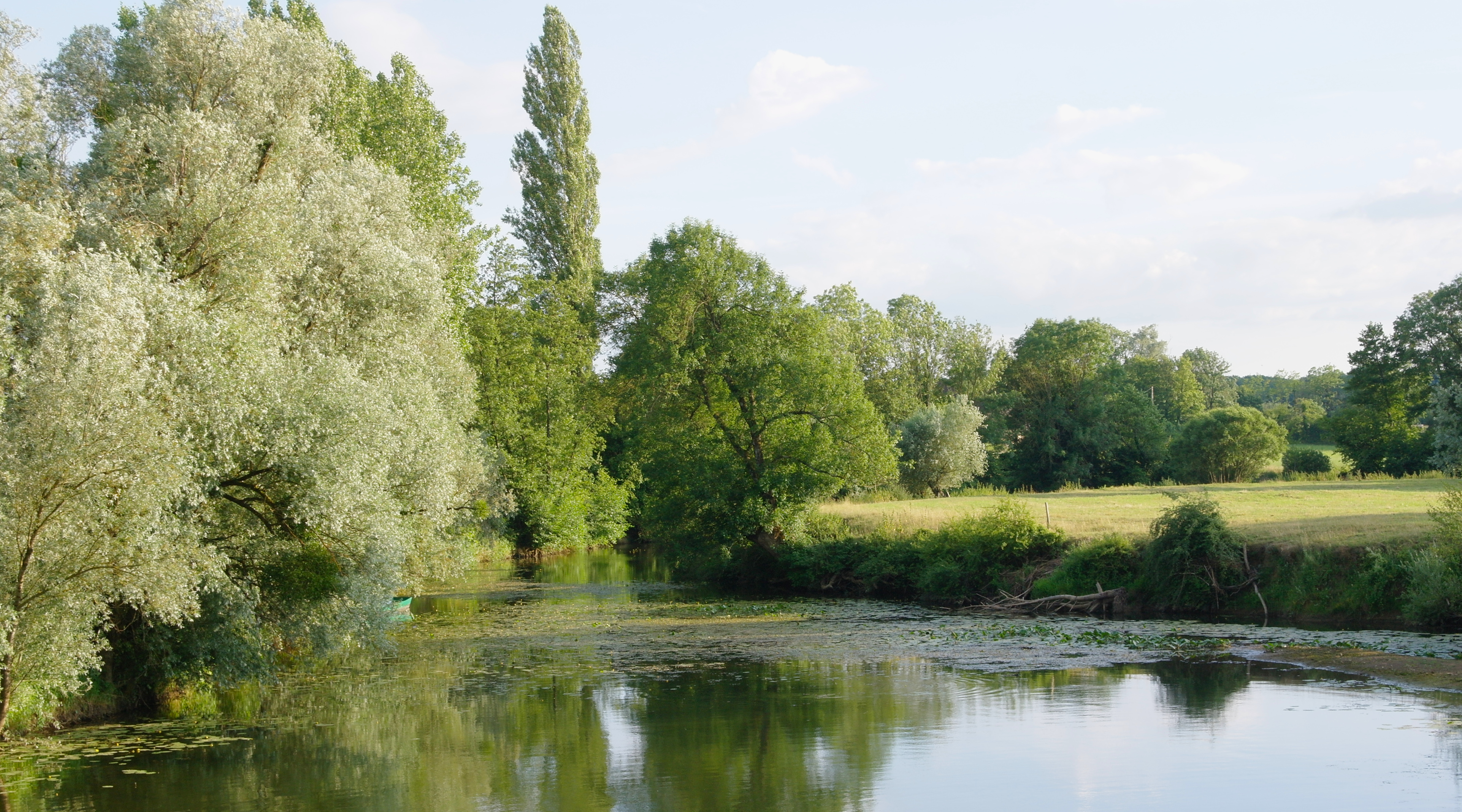
La Vallière à Bruailles, quelques kilomètres en amont de sa confluence avec le Solnan.

Prenant sa source à Revigny au fond de la reculée de Revigny, la Vallière possède un cours supérieur assez pentu avec de nombreux aménagements — aujourd'hui majoritairement à l'abandon — qui permettaient l'utilisation de la force motrice de l'eau. La rivière traversait autrefois à l'air libre la ville de Lons-le-Saunier, préfecture du Jura. Elle a été couverte vers la fin des années 1950 par Paul Seguin, notamment pour des raisons de salubrité puisque les eaux usées s'y rejetaient directement. À ce jour, il ne subsiste plus qu'un vieux pont (le pont de la Guiche). Dans la traversée lédonienne seul un tronçon situé un peu avant le parc des bains est resté à découvert. La rivière sort de la partie couverte au niveau du parc des expositions Juraparc sur la commune de Montmorot. L'urbanisme a fortement réduit les champs d'expansion de crue et exposé de ce fait certains quartiers aux crues. À l'aval de la commune après son passage sous le viaduc d'une ancienne voie ferrée, la rivière entre dans la vaste plaine bressane et sa pente se réduit notablement. Elle se jette dans le Solnan à Louhans, en Saône-et-Loire.

### Départements et principales localités traversées
- Jura : Conliège, Perrigny, Lons-le-Saunier, Montmorot, Condamine
- Saône-et-Loire : Savigny-en-Revermont, Sagy, Louhans

### Bassin versant
La Vallière traverse une seule zone hydrographique « Le Solnan de la Vallière à la Seille » (U345) de 442 km2 de superficie. Ce bassin versant est constitué à 64,88 % de « territoires agricoles », à 28,64 % de « forêts et milieux semi-naturels », à 6,24 % de « territoires artificialisés », à 0,20 % de « surfaces en eau ».

## Affluents
La Vallière a huit affluents contributeurs référencés
- le ruisseau de Roche-Chien,
- la Diane,
- le ruisseau de Chatrachat, avec un affluent :
  - le ruisseau des Combes,
- le Bief du Bey,
- la Sorne (rg[note 1]), longue de quatorze kilomètres, qui conflue à l’ouest de Frébuans avec deux affluents :
  - le Bief de l'Etang,
  - le Savignard,
- le ruisseau du Roi,
- la Sonnette (rg), quinze kilomètres, qui arrose Grusse et Vincelles dans le Jura avant de pénétrer en Saône-et-Loire où elle conflue avec la Vallière à l’est de Sagy de rang de Strahler trois.
- le Bacot (rg), dix kilomètres, qui conflue au sud-est de Sagy avec deux affluents :
  - le ruisseau de la Grande Fontaine,
  - le ruisseau du Cirey,
- la Blainette ou Blanette (rd), vingt-six kilomètres, qui prend sa source à Courlaoux (Jura) et conflue au sud-est de Louhans avec un affluent :
  - le ruisseau de l'Etang du Villard,

### Rang de Strahler
Donc son rang de Strahler est de quatre par la Sonnette.

## Hydrologie et crues historiques
La partie amont de la rivière est très karstique, ce qui rend son régime très irrégulier avec des étiages sévères pouvant se produire à tout moment de l'année et plus particulièrement en été.
Les crues sont surtout dues à des épisodes pluvieux de fortes intensités et de durées limitées (pluies inférieures à 24h). Historiquement, on notera les crues d'octobre 1889, mars 1896, octobre 1935, juin 1963, juillet 1981 et octobre 1999.

## Aménagement et écologie
C'est le dernier pont sur la Vallière existant encore sur Lons-le-Saunier, la rivière ayant été couverte dans la traversée de la ville. 200 m en amont, la RD1083 (ex-RN 83 ou encore rocade de Lons) franchit la Vallière par deux grosses buses de plus de 3 m de diamètre. Juste en amont de la rocade, on trouve le pont imposant de la voie ferrée Lyon-Strasbourg.